# Xã Porter, Quận Pike, Pennsylvania
Xã Porter (tiếng Anh: Porter Township) là một xã thuộc quận Pike, tiểu bang Pennsylvania, Hoa Kỳ. Năm 2010, dân số của xã này là 485 người.